# Dentalium buccinulum
Dentalium buccinulum är en blötdjursart som beskrevs av Gould 1859. Dentalium buccinulum ingår i släktet Dentalium och familjen Dentaliidae. Inga underarter finns listade i Catalogue of Life.